# Scopula accentuata
Scopula accentuata är en fjärilsart som beskrevs av Achille Guenée 1857. Scopula accentuata ingår i släktet Scopula och familjen mätare. Inga underarter finns listade.